# City Magazine International
 (mars 2023).
L'article doit être relu — et modifié si nécessaire — par des contributeurs indépendants pour apporter un regard critique aux contributions effectuées en violation des conditions d'utilisation de Wikipédia, tant sur la forme (notamment concernant le style encyclopédique, la proportionnalité) que sur le fond (la neutralité de point de vue, la qualité et l'indépendance des sources).
City Magazine International est un magazine lifestyle bimestriel publié de 1984 à 1991.
Relancé en novembre 2018, il est devenu un club de membres rassemblant un magazine papier de collection, une application mobile et des évènements ayant pour thématique centrale la ville et ses différents aspects culturels.

## Historique
Fondé en 1984 par Édouard de Andréis et Jean-Pascal Billaud, et publié jusqu'en 1991, City Magazine International un magazine financé par Jacqueline Beytout, présidente du groupe Les Échos.  
Ses couvertures en noir et blanc ou aux teintes sépia contrastent avec le logo d’un rouge percutant. Le contenu est centré sur les villes du monde et la recherche artistique et culturelle.  Les Écrits momentanés de Denis Roche y sont publiés de 1984 à 1987.
Si l’esprit de City est resté le même durant ses sept ans de parution, la charte du magazine a  évolué en s’adaptant notamment aux progrès dans le domaine du graphisme. 
L’année 2018 marque une évolution de City dont l’offre est complétée par une application et des événements culturels. 
En 2021, City Magazine International a été acheté par 14Septembre et ensuite revendu à CMI France.
En 2024, Germain Chauveau et Karine Porret rachètent à leur tour le titre et le relance dans une version plus exigeante. Le premier numéro sort le 7 juillet 2025 avec deux différentes couvertures : le chanteur nigérian Keziah Jones à Lagos et la top-model franco-japonaise Mika Schneider à Tokyo.